# Verkrachte Existenzen
Pour plus de détails, voir Fiche technique et Distribution.
Verkrachte Existenzen (en français Existences ruinées) est un film allemand  muet réalisé par Edmund Linke, sorti en 1924.

## Synopsis
Le dépravé Hans von Gleichen est envoyé en Amérique. Lors de la traversée, il séduit une jeune fille qu'il abandonne ensuite. Son enfant, Anita, est adoptée enfant par un vieil homme, l'oncle du séducteur. Après des années, Hans von Gleichen rentre chez lui, brisé et sans le sou, et se retrouve dans un asile pour sans-abri.
Cette même nuit, le vieil homme succombe à une crise cardiaque, au moment où un trio de cambrioleurs, Emil, Mieze et Max, s'introduisent dans sa villa. Face au mort, les malfaiteurs fuient pour éviter les soupçons de meurtre. Emil et Mieze partent à l'étranger. Max parvient juste à fermer les yeux du mort et de lui prendre ses papiers. En possession de ces papiers, Max a accès à la famille du défunt comte sous le nom de Hans von Gleichen. Finalement, il épouse Anita. Il entame une vie dissolue qui le rapproche d'Emil, qu'il emmène dans la maison du comte. Anita quitte son mari lorsqu'il refuse de la protéger contre l'intrusion d'Emil.
Mieze, devenue une "dame" à l'étranger et, comme Emil, vivant du jeu, devient l'épouse d'un propriétaire de maison de couture. Anita trouve un emploi dans la même maison de couture. Elle gagne vite la confiance de son patron et entre en conflit avec sa fiancée, qui la considère comme une rivale. Lors d'un voyage d'affaires où elle accompagne son patron, Anita rencontre son ancien mari, après quoi elle quitte immédiatement son emploi. Mieze, poussée par la jalousie, court après son fiancé et rencontre Anita dans le train. Il y a un échange de paroles entre les femmes, au cours duquel apparaît également Emil, qui poursuit Mieze et l'abat. Après le crime, il saute du train en marche et meurt, non sans avoir d'abord admis le crime et révélé que Max est Hans von Gleichen. En conséquence, Anita, qui avait été initialement arrêtée, soupçonnée de meurtre, est libérée et, comme Mieze ne la gêne plus, elle peut épouser le propriétaire de sa maison de couture.

## Fiche technique
- Titre original : Verkrachte Existenzen
- Réalisation : Edmund Linke
- Scénario : Walter Nehmer
- Direction artistique : Siegfried Wroblewsky
- Photographie : Paul Hummel
- Société de production : Willy Althoff-Film
- Pays d'origine : Allemagne  République de Weimar
- Langue : allemand
- Format : Noir et blanc - 1,33:1 - 35 mm
- Genre : Drame
- Durée : 82 minutes
- Dates de sortie :
  - Allemagne  République de Weimar : 1er décembre 1924.

## Distribution
- Margit Barnay
- Alfred Schlageter
- Lina Carstens

## Production
Le film est soumis à la commission de critique cinématographique en six actes d'une longueur de 1 765 mètres. Le résultat fut une interdiction (n°9049). Après avoir été raccourci de 46 mètres à 1 719 m, le film est à nouveau vérifié. L'interdiction est réaffirmée (n°9095). Une plainte est alors déposée auprès de la commission de surveillance du cinéma. Le film ayant été à nouveau modifié, le Conseil supérieur de révision du film se retrouve dans l'impossibilité de réexaminer le film modifié et décide donc de l'interdire à nouveau. Selon le Deutsches Filminstitut, le film revient soudainement avec 2 081 m avant de passer à 2 056 m après avoir été soumis à nouveau à l'organisme de contrôle du film le 1er décembre 1924. Cette fois, le film est approuvé avec une interdiction pour les jeunes (n°9418).
Le fil fut prolongé d'environ 11 minutes. La censure ne consista pas ici en un raccourcissement, mais plutôt en une extension, vraisemblablement afin d'insérer des scènes laissant suffisamment d'espace pour la représentation de contre-valeurs, comme il est indiqué dans le rapport de censure.

## Source de traduction
- (de) Cet article est partiellement ou en totalité issu de l’article de Wikipédia en allemand intitulé « Verkrachte Existenzen » (voir la liste des auteurs).